# Palazzo Vitelli (Roma)

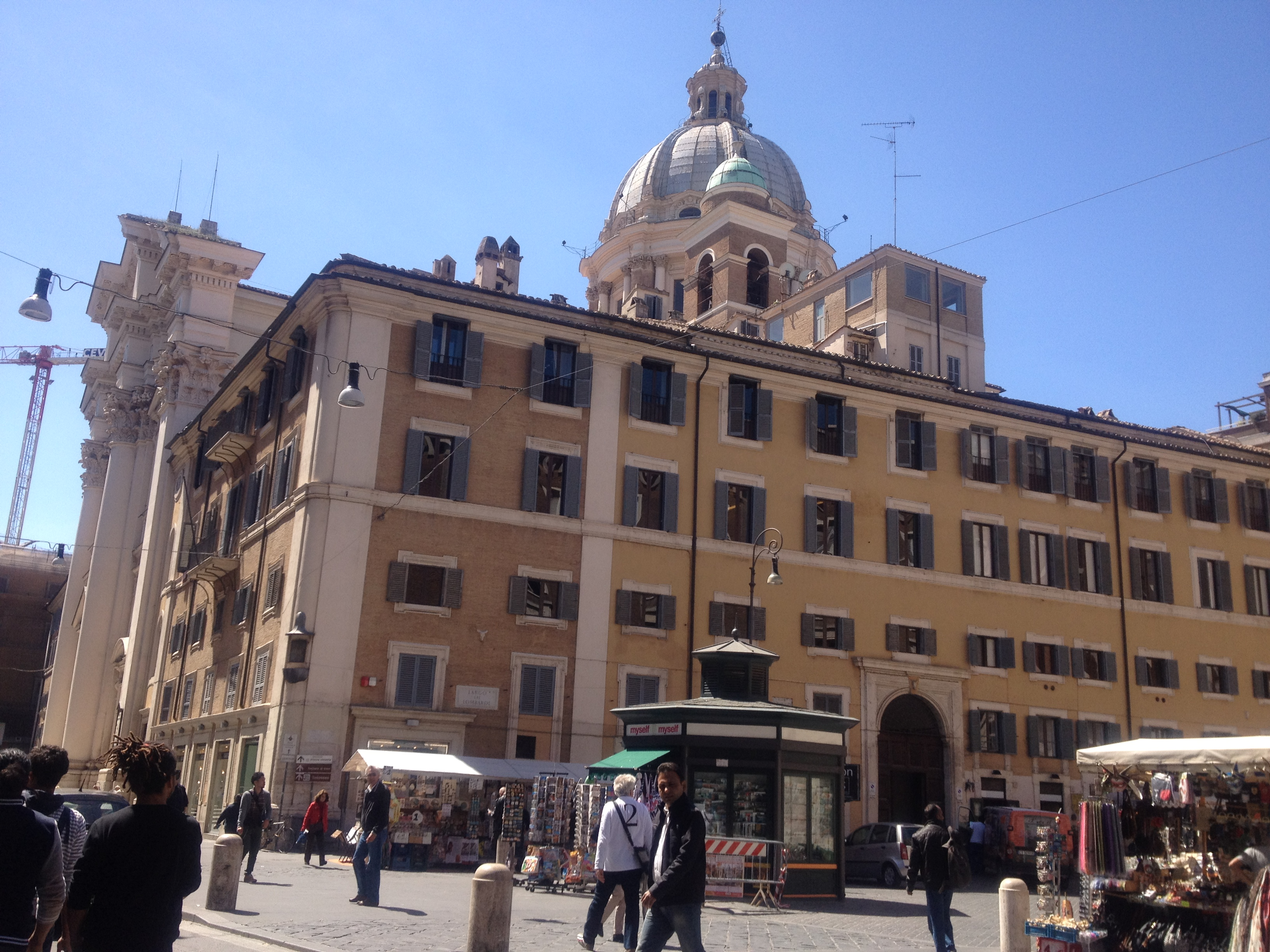
Vista do palácio no Largo dei Lombardi. Ao fundo, San Carlo al Corso.

Palazzo Vitelli é um palácio barroco localizado no número 444 da Via del Corso e de frente para o Largo dei Lombardi, no rione Campo Marzio. Vizinho da grande basílica de San Carlo al Corso, foi construído em 1672 e reformado diversas vezes depois, incluindo em 1872, quando a fonte que ficava na sua fachada na Via del Corso foi transferida para a Via della tribuna di San Carlo.